# 尼塞托·阿尔卡拉-萨莫拉
尼塞托·阿尔卡拉-萨莫拉·伊·托雷斯（西班牙語：Niceto Alcalá-Zamora y Torres，1877年7月6日—1949年2月18日）是一名西班牙律师、政治家，於1931年至1936年擔任西班牙第二共和国总统。因试图调和各派而被罢免，最后流亡国外。

## 生平
阿尔卡拉-萨莫拉出生于西班牙普列戈德科尔多瓦，父亲曼努埃尔·阿尔卡拉-萨莫拉·伊·卡拉奎尔，母亲弗朗西斯卡·托雷斯·伊·德尔卡斯蒂略。
阿尔卡拉-萨莫拉早年持律师职业，后进入自由党。1905年被选入议会。1917年任發展大臣（相當於工務暨交通大臣），1922年任戰爭大臣（相當於陸軍大臣）。由于西班牙在摩洛哥遭到失败，米格尔·普里莫·德里维拉将军夺取了政权，解散了议会，并结束了战争。阿尔卡拉-萨莫拉指责阿方索十三世国王独裁，他成为一个共和派，在1930年8月签订《圣塞瓦斯蒂安条约》时，他参加了社会主义派和加泰隆左派。作为革命委员会的领导人，他根据1931年4月市政选举，迫使阿方索十三世退位。
阿方索十三世离开西班牙后，阿尔卡拉-萨莫拉担任西班牙总理，当议会在新宪法中增补反教权条款时，他于同年10月14日辞职。但12月11日被推选为西班牙第二共和国的首任总统。他是天主教徒，反对新宪法，但他也想竭力消除各党派之间的斗争。他压制极左分子，也拒绝宪法修正派掌握政权。结果，他遭到几乎所有党派的攻击。1936年2月人民阵线在选举中获胜，议会以238票对5票将他罢免，他前往法国，第二次世界大战爆发后1942年1月又去了阿根廷，1949年在流亡中逝世于布宜诺斯艾利斯。他的遗体在1979年被运回西班牙，葬于马德里阿尔穆德纳公墓(Cementerio de la Almudena)。